# Cristoforo Buondelmonti

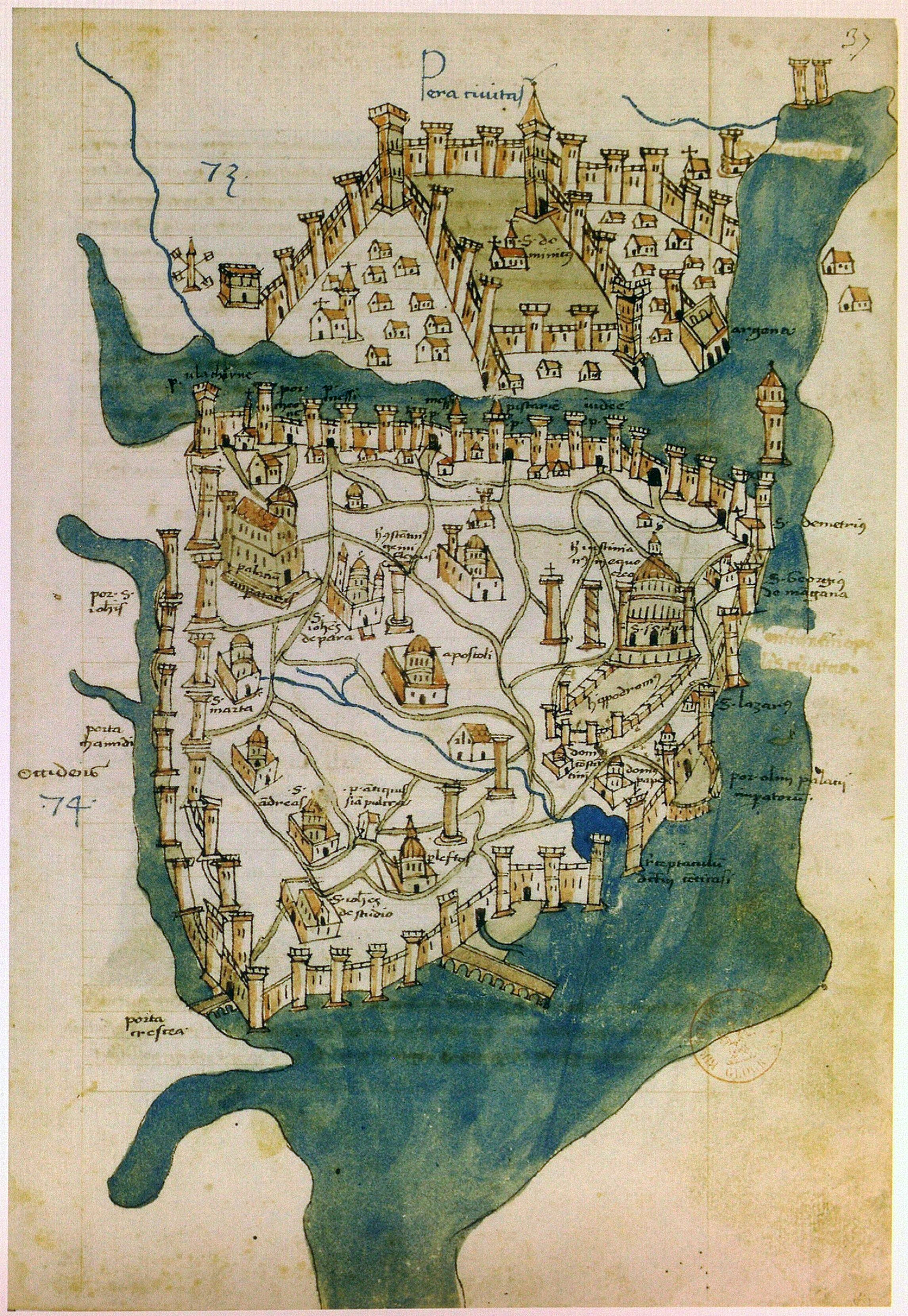
Konstantinopel-Karte von 1420 in Buondelmontis Liber insularum archipelagi. Paris, Bibliothèque nationale de France, Département des Cartes et Plans, Ge FF 9351 Rés., fol. 37r

Cristoforo Buondelmonti (auch Bondalmonti; * 1386; † um 1430) war ein italienischer Mönch und Geograph, der Beschreibungen und Karten der Ägäis und Konstantinopels erstellte.

In Florenz lernte Buondelmonti wahrscheinlich bei Guarino Veronese, durch den er den Mäzen Niccolò Niccoli kennenlernte, der sich mit klassischen Werken und der Geographie befasste.
Von 1414 bis 1430 hielt sich Buondelmonti auf Rhodos, Kreta und Zypern auf, aber auch im Umkreis der byzantinischen Hauptstadt Konstantinopel. Auf Rhodos lernte er Griechisch. Auf der Grundlage dieser Reisen verfasste er eine Descriptio insulae Cretae (Beschreibung der Insel Kreta) und den Liber insularum Archipelagi (Buch der Inseln des Archipels) wohl in den Jahren 1417 und 1420. Sein Kretawerk widmete er Niccolò Niccoli, sein Werk über die Ägäis dem Kardinal Giordano Orsini. Darin beschrieb er aus der toskanischen Perspektive den Kern des venezianischen Kolonialreichs in der Ägäis. Kreta besuchte er mindestens auf zwei Reisen. Darüber hinaus war er einer der ersten Autoren, die ihrem Werk Karten der beschriebenen Gebiete beifügten.
1419 erwarb Buondelmonti im Auftrag von Cosimo de’ Medici auf der Insel Andros ein Manuskript, das, von einem unbekannten Übersetzer namens Philippos ins Griechische übersetzt, den Titel Hieroglyphica trug. Dieses wiederum stammte von einem als Horapollon bezeichneten Verfasser, der sich selbst als Ägypter bezeichnete. 1422 gelangte die Handschrift nach Florenz. Das Werk wurde zwar in der Gelehrtenwelt bekannt und häufig zitiert, doch wurde es erst 1505 auf Griechisch veröffentlicht, 1515 folgte eine lateinische Übersetzung.
Der Liber insularum wurde 1824 bei G. Reimer in Leipzig und Berlin ediert, weitere Ausgaben folgten erst sehr viel später, wie etwa 1974 in Paris. 2005 wurde das Düsseldorfer Manuscript Ms. G 13 als Facsimile herausgegeben, 2007 erschien eine Übersetzung ins Deutsche nebst Kommentar. Buondelmontis Descriptio urbis Constantinopoleos erschien 1864. Insgesamt existieren rund 60 Manuskripte des in der Frühen Neuzeit weit verbreiteten Werks.

## Editionen

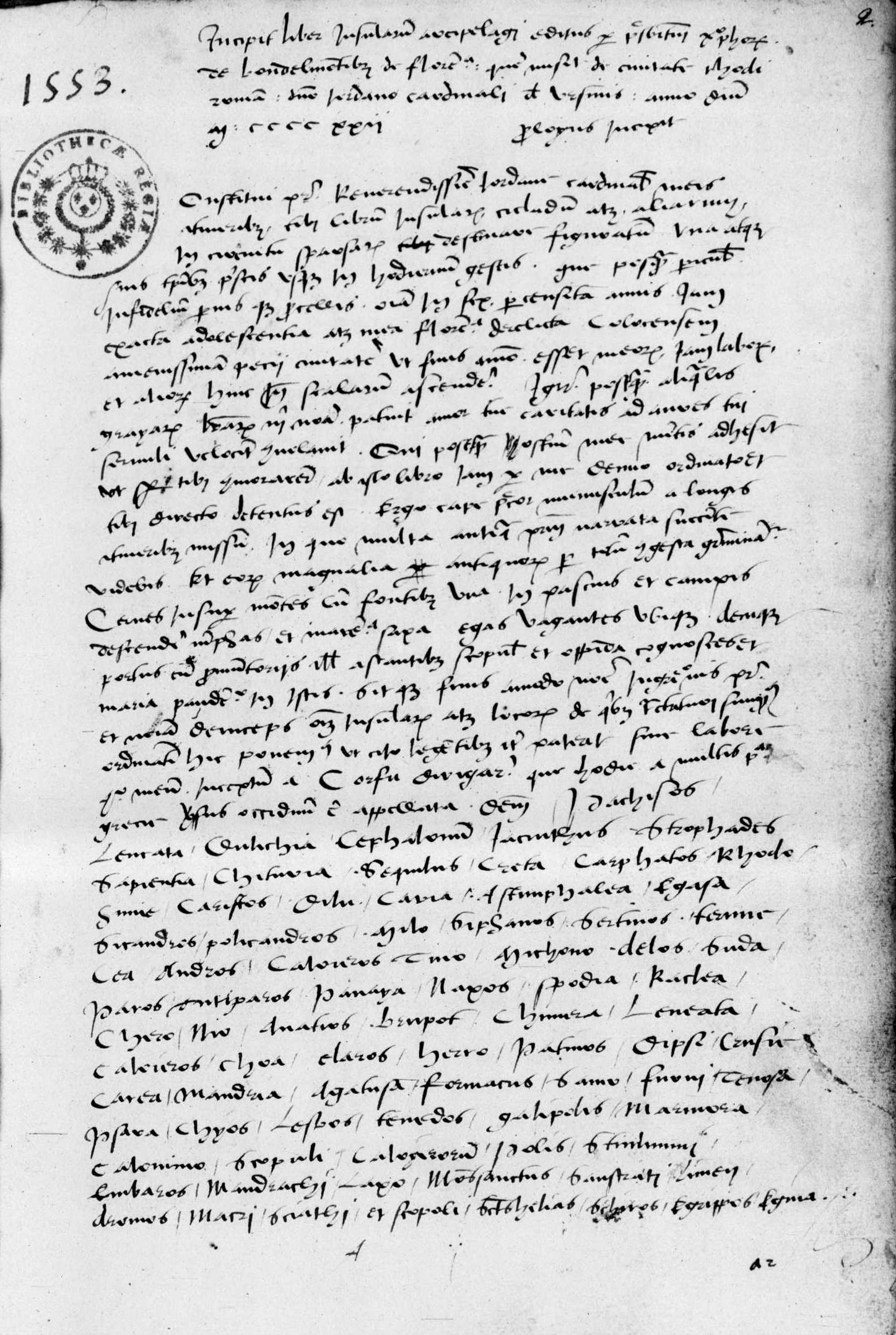
Liber insularum Arcipelagi, Manuskript aus dem 16. Jahrhundert. Paris, Bibliothèque Nationale de France, Fonds latin.

- Karl Bayer (Hrsg.): Cristoforo Buondelmonti. Liber insularum archipelagi. Transkription des Exemplars Universitäts- und Landesbibliothek Düsseldorf Ms. G 13, Übersetzung und Kommentar. Reichert, Wiesbaden 2007, ISBN 978-3-89500-542-8
- Émile Legrand (Hrsg.): Description des Îles de l’Archipel grec, Philo Press 1974.
- Irmgard Siebert, Max Plassmann (Hrsg.): Cristoforo Buondelmonti. Liber insularum archipelagi. Universitäts- und Landesbibliothek Düsseldorf Ms. G 13, Übersetzung und Kommentar, Wiesbaden 2005.